# Hasanagha Turabov
Hasanagha Turabov (en azerí: Həsənağa Turabov) fue actor de teatro y de cine, director de cine y el artista del pueblo de la RSS de Azerbaiyán (1971).

## Biografía
Hasanagha Turabov nació el 24 de marzo  de 1938 en Bakú. En 1960 se graduó en la Universidad Estatal de Cultura y Arte de Azerbaiyán. Desde el mismo año hasta el fin de su vida trabajó en el Teatro Académico Estatal de Drama de Azerbaiyán. 
En 1987-2001 fue director y director artístico del teatro. También enseñó en la Universidad Estatal de Cultura y Arte de Azerbaiyán.
Hasanagha Turabov murió el 23 de febrero de 2003.

## Filmografía
- 1966  – “¿Por qué eres silencioso?”
- 1970  – “Sevil”
- 1970 – “Mis siete hijos”
- 1972 – “Flamenco, pájaro rosa”
- 1973 – “Viento”
- 1975 – “Cuatro domingos”
- 1976 – “Darvish explota París”
- 1976 – “Corazón... Corazón...”
- 1978 – “Aniversario de Dante”
- 1979 – “Fuego”
- 1979 – “Babek”
- 1980 – “Quiero entender”
- 1980 – “Volveré”
- 1981 – “No te preocupes, soy contigo”
- 1982 – “Nizami”
- 1984 – “El cuento de roble viejo”
- 1984 – “La leyenda del lago”
- 1992 – “Tahmina”
- 1998 – “La familia”
- 1999 – “Qué bello es este mundo”, etc.

## Premios y títulos
- Artista de Honor de la RSS de Azerbaiyán (1971)
- Premio Estatal de la RSS de Azerbaiyán (1972)
- Artista del Pueblo de la RSS de Azerbaiyán (1982)
- Orden Shohrat (1998)